# Olli Kunnari
Olli Kunnari est un joueur finlandais de volley-ball, né le 2 février 1982 à Alahärmä (Ostrobotnie du Sud). Il mesure 1,97 m et joue réceptionneur-attaquant. Il totalise 128 sélections en équipe de Finlande.

## Clubs
| Club                | Pays     | De        | À         |
| ------------------- | -------- | --------- | --------- |
| Vammalan Lentopallo | Finlande | 2000-2001 | 2001-2002 |
| Pielaveden Sampo    | Finlande | 2002-2003 | 2003-2004 |
| Beauvais OUC        | France   | 2004-2005 | 2005-2006 |
| AS Cannes           | France   | 2006-2007 | 2007-2008 |
| AZS UWM Olsztyn     | Pologne  | 2008-2009 | 2008-2009 |
| Olympiakos Le Pirée | Grèce    | 2009-2010 | …         |

## Palmarès

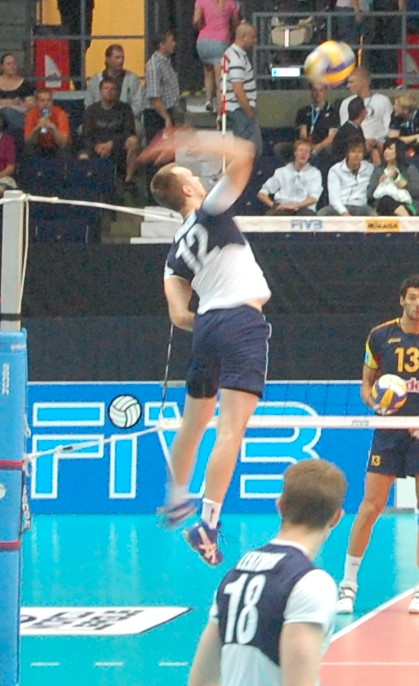
Olli Kunnari a l'attaque

- Championnat de Finlande (1)
  - Vainqueur : 2004
- Coupe de France (1)
  - Vainqueur : 2007

## Équipe nationale
Olli Kunnari a joué 128 matchs équipe nationale. Il est l'acteur majeur de l'équipe avec Mikko Esko. Il participa au Championnat d'Europe de volley-ball masculin 2007, au sein de l'équipe de Finlande qui termina 4e de la compétition. Au cours de ce Championnat d'Europe de volley-ball masculin 2007, Olli a sans doute joué le meilleur volley-ball de sa carrière.